# Łowczy wielki litewski
Łowczy wielki litewski (łac. venator Lithuaniae) – urząd dworski Wielkiego Księstwa Litewskiego I Rzeczypospolitej.
Do jego kompetencji należało organizowanie i nadzór nad polowaniami wielkiego księcia. Strzegł puszcz i lasów królewskich przed kłusownikami, był zwierzchnikiem służby myśliwskiej. Z czasem jego kompetencje przejął podłowczy, a urząd łowczego wielkiego litewskiego stał się czysto tytularny. 
Jego odpowiednikiem w Koronie był łowczy wielki koronny.